# Impératrice Wang
Pour les articles homonymes, voir Wang.
L'impératrice Wang ( 王皇后 ), décédée aux alentours de 655, était une impératrice de la dynastie chinoise Tang. Elle fut la première épouse de l'empereur Gaozong, et devint impératrice peu après son accession au trône en 649. Elle n'eut pas de fils de lui. Craignant d'être remplacée par l'une des concubines de son époux, Xiao, qui était à la fois la favorite de l'empereur et lui avait donné un fils, elle fit nommer concubine Wu Zetian, une ancienne concubine de l'empereur Taizong, le père de Gaozong. Elle espérait ainsi détourner son époux de Xiao. Ce stratagème fonctionna bien au-delà de ses attentes, puisque la concubine Wu supplanta Wang et Xiao au palais, et les accusa avoir usé de sorcellerie à l'encontre de l'empereur. Gaozong déchut les deux femmes au rang de roturières, et les fit emprisonner en 655, nommant Wu impératrice. Peu après, Wang et Xiao furent cruellement exécutées sur ordre de la nouvelle impératrice.

## Jeunesse
On ignore l'année de naissance de la future impératrice Wang, en revanche on sait qu'elle venait de la préfecture de Bing (aujourd'hui Taiyuan ) Son père, Wan Renyou, était le fils de  Wang Sizhen 王仁佑, un général de la Dynastie Wei de l'Ouest. Sous le règne de l'empereur Taizong, il servit comme magistrat du comté de Luoshan (羅山, , aujourd'hui Xinyang) La tante de Taizong, la princesse Tong'an, avait épousé l'oncle de Wang Renyou, Wang Yu (王裕) , et avait entendu dire que la fille de Wang Renyou était belle et gentille. Elle  conseilla donc à l'empereur Taizong d'en faire une de ses belles-filles, et l'empereur accepta. Wang épousa son neuvième fils, Li Zhi, le prince de Jin. En 643, Li Zhi devint prince héritier à la place de son frère aîné Li Chengqian (déchu pour avoir comploté contre son père l'empereur). Le père de la nouvelle princesse héritière Wang fut promu au poste de préfet de la préfecture de Chen ( 陳州, aujourd'hui Zhoukou)

## Impératrice
L'empereur Taizong mourut en 649, et Li Zhi monta sur le trône sous le nom d'empereur Gaozong. Il nomma Wang impératrice à l'été 650. Il nomma également son père Wang Renyou duc de Wei, et sa mère dame Liu, dame de Wei. Wang Renyou mourut peu après, et fut à titre posthume l'honneur de devenir Sikong (司空), l'une des Trois Excellences. L'oncle de l'impératrice, Liu Shi, devint chancelier.
Bien que Wang ait été mariée depuis longtemps à Gaozong, elle ne lui avait toujours pas donné de fils, alors qu'au moment de son accession au trône, il en avait déjà eu quatre avec ses concubines. La concubine Xiao était particulièrement chère à l'empereur. C'était la mère de son quatrième fils Li Sujie  et elle lui avait également donné deux filles, les princesses Yiyang et Gao'an. Liu Shi conseilla à sa nièce, l'impératrice Wang, de suggérer à l'empereur de nommer prince héritier son fils aîné Li Zhong, dont la mère était de petite naissance. Il espérait ainsi que l'impératrice Wang acquit la reconnaissance du prince héritier. Wang réussit à convaincre le puissant Zhangsun Wuji, oncle de l'empereur, de soutenir son plan et en 652, Li Zhong fut titré prince héritier.
Cependant, une nouvelle rivale menaçait l'impératrice.  Alors que Gaozong n'était encore que prince héritier, il avait été attiré par la beauté d'une des concubines de son père, la concubine Wu. À la mort de l'empereur Taizong, toutes ses concubines qui n'avaient pas eu d'enfant de lui furent recluses au temple de Ganye pour y devenir nonnes bouddhistes. En 650 ou 651, l'empereur visita le temple pour offrir de l'encens à Bouddha, et il revit la concubine Wu. Tous deux fondirent en larmes. L'impératrice Wang eut vent de cette rencontre, et elle y vit une bonne occasion de compromettre l'ascendant grandissant que prenait la concubine Xiao sur l'empereur. Elle fit secrètement dire à Wu de laisser pousser ses cheveux, et conseilla à l'empereur de la prendre pour concubine.
La concubine Wu était intelligente et calculatrice. Quand elle fut de retour au palais, elle adopta d'abord un profil bas, agit humblement et flatta l'impératrice Wang, qui lui fit  confiance et la recommanda à l'empereur. Bientôt, l'empereur tomba fou amoureux de la concubine Wu. L'impératrice Wang et la concubine Xiao, qui perdaient toutes deux les faveurs de Gaozong, réalisèrent la gravité de la situation et s'allièrent pour faire tomber la concubine Wu en disgrâce, mais sans succès.
L'impératrice en particulier fut incapable de se faire des amies parmi les autres concubines de Gaozong, ses dames d'honneur ou ses servantes, une situation aggravée par l'attitude condescendante qu'adoptaient sa mère  dame Liu et son oncle Liu Shi à l'égard des autres concubines. À l'inverse, la concubine Wu prenait garde à s'attirer l'amitié des occupantes de la Cité interdite, en particulier celles qui avaient été humiliées par l'impératrice, et partageait avec elles les récompenses qu'elle recevait.
La situation atteint un point critique en 654. La concubine Wu venait de donner naissance à une fille, qui mourut peu après une visite de l'impératrice Wang, qui fut soupçonnée d'avoir tué l'enfant.
À l'été 655, la concubine Wu accusa l'impératrice Wang et dame Liu d'avoir usé de sorcellerie pour gagner la faveur de l'empereur Gaozong. L'empereur bannit dame Liu et exila Liu Shi, mais il ne déposa pas tout de suite l'impératrice Wang. Fin 655,  l'empereur convoqua les chanceliers Zhangsun, Chu Suiliang, Li Ji, and Yu Zhining au palais, afin d'en discuter. Li Ji ne vint pas à cette réunion. Chu était fermement opposé à la déchéance de l'impératrice Wang, et il rappela que la concubine Wu était une des anciennes concubines de l'empereur Taizong, et que les relations qu'elle entretenait avec son fils l'empereur Gaozong s'apparentaient à de l'inceste. Deux autres chanceliers, qui n'avaient pas été conviés à cette réunion, Han Yuan et Lai Ji, firent aussi part de leur désapprobation. Cependant, quand l'empereur demanda l'avis de Li Ji, celui-ci répondit « Ce sont vos affaires de famille, votre Majesté. Pourquoi demander l'avis de quiconque ? » L'empereur Gaozong se résolut à déposer l'impératrice Wang, et le 27 novembre 655, l'impératrice Wang et la concubine Xiao furent réduites au rang de roturières. Leurs mères et leurs frères furent exilés vers l'actuelle région de Guangdong, et les honneurs posthumes du père de l'impératrice Wang lui furent retirés.

## Après la déchéance
La concubine Wu fut nommée impératrice six jours après la déchéance de l'impératrice Wang. Wang et Xiao furent emprisonnées au palais, dans un bâtiments aux fenêtres et aux portes hermétiquement closes, comportant seulement un trou dans le mur pour qu'on leur passe leur nourriture. Un jour, l'empereur décida de leur rendre visite, et attristé de leurs conditions de détention, il demanda : « Impératrice, Shufei (le titre de la concubine Xiao), où êtes-vous ? ». Wang se mit à pleurer et lui répondit : « Nous avons été reconnues coupables et réduites au rang de servantes. Comment pouvons-nous être appelées par ces titres honorables ? ». Elle supplia également : «  Si votre Majesté Impériale voulait bien prendre en considération nos anciennes relations, et voulait bien nous autoriser à revoir la lumière du jour, qu'elle renomme cet endroit 'Huixin Courtyard' (回心院, la cour du cœur revenu) ». L'empereur Gaozong fut touché, et répondit : « Je vais le faire immédiatement ».
Quand l'impératrice Wu l'apprit, elle devint folle de rage. Elle fit battre Wang et Xiao de 100 coups de canne, et couper leurs mains et leurs pieds. Elle les fit jeter ensuite dans des jarres de vin, commentant « Que ces deux sorcières soient ivres jusqu'aux os ! ».
Quand l'impératrice Wang apprit le sort qui lui était réservé, elle s'inclina et dit ces mots : « Que sa Majesté Impériale vive éternellement, et que  Zhaoyi [(昭儀, le titre de concubine de l'impératrice Wu) soit favorite pour toujours. Je suis responsable de ma mort ». Cependant, la concubine Xiao maudit l'impératrice Wu : «   Wu est une monstrueuse traîtresse. Que je sois réincarnée en chat, et elle en souris, afin que je puisse pour toujours l'agripper par la gorge ».
L'impératrice Wang et la concubine Xiao agonisèrent dans leurs jarres plusieurs jours avant de mourir. Leurs corps furent décapités. Quand Wu apprit la malédiction de Xiao, elle interdit au personnel du palais d'avoir des chats pour animaux de compagnie. Elle voyait souvent dans ses cauchemars Wang et Xiao, les chairs ensanglantées, venir se venger.
L'impératrice persuada l'empereur de rebaptiser Wang et son clan 蟒  (boa constrictor ) et Xiao 梟  (hibou) Ce ne fut qu'après la mort de l'impératrice Wu en 705 que leurs clans retrouvèrent leur nom d'origine.

## Titres de sa naissance à sa mort
- Dame Wang
- Princesse de Jin
- Princesse héritière de Tang
- Impératrice Wang
- Madame Wang

## Référence
- (en) Cet article est partiellement ou en totalité issu de l’article de Wikipédia en anglais intitulé « Empress Wang (Gaozong) » (voir la liste des auteurs).
- Zizhi Tongjian, vols. 199, vols. 200